# Klimszyn Bor
Klimszyn Bor (ros. Климшин Бор) – wieś (dieriewnia) w Rosji, w obwodzie wołogodzkim, w rejonie biełozierskim. W 2010 liczyła 107 mieszkańców.